# Peter Li Huiyuan
Peter Li Huiyuan (chiń. 李會元; ur. 10 listopada 1965) – chiński duchowny katolicki, biskup Fengxiang od 2017.

## Życiorys
Święcenia kapłańskie otrzymał 17 sierpnia 1996.
Wybrany biskupem koadiutorem biskupa Luke Li Jingfenga. Sakrę biskupią przyjął z mandatem papieskim w maju 2014. 17 listopada 2017, po śmierci poprzednika został biskupem ordynariuszem Fengxiang.